# Magyar Nemzeti Múzeum
A Magyar Nemzeti Múzeum, a magyar közbeszédben gyakran csak „Nemzeti Múzeum” országos múzeum, mely a magyar történelem tárgyi emlékeit gyűjti és mutatja be. Főépülete Budapest VIII. kerületében, a Múzeum körúton található. A múzeum klasszicista stílusú épülete 1837–47 között épült, tervezője Pollack Mihály építész volt, alapítója gróf Széchényi Ferenc.

## Elődjei

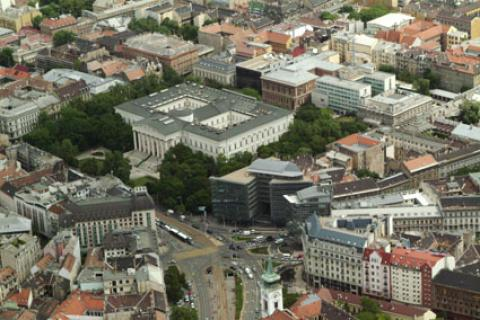
Magyar Nemzeti Múzeum a környező épületekkel

Már a 14. századtól létrejöttek gyűjtemények, amelyek a magyarság kiemelten fontos tárgyait, műkincseit őrizték, ezek rendre királyi gyűjtemények voltak. Mátyás már képzőművészeti anyagot is gyűjtött. A török uralom alatt a királyi gyűjtemények szétszóródtak és részben megsemmisültek, helyüket a főurak gyűjteményei vették át, a Thurzók, Zrínyiek, Nádasdyak kincsei. A 18. századra már oktató céllal is létrejöttek gyűjtemények Debrecenben, Pápán és Sárospatakon.
A felvilágosodás és romantika hatására Európa-szerte nemzeti múzeumok létesültek, elsőként a British Museum, melyek a nemzet történeti és művészeti értékeit és alkotásait gyűjtötték. Az 1802-ben létrejött Magyar Nemzeti Múzeum időrendben Európa harmadik nemzeti múzeuma.

## Története

### Alapítása

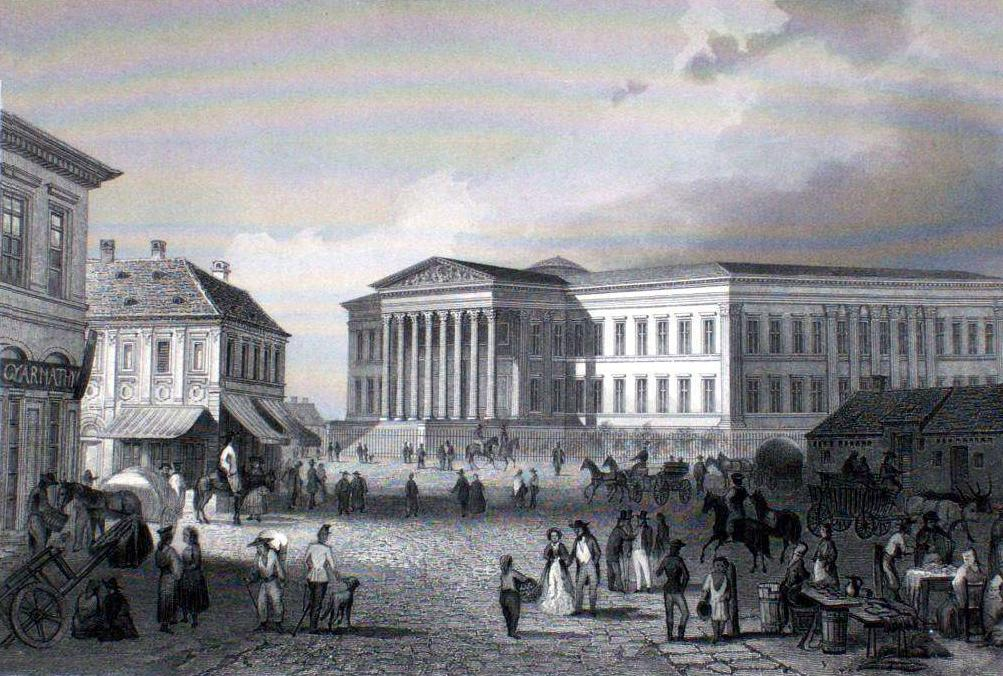
A Nemzeti Múzeum a Reformkorban, Ludwig Rohbock metszete

A Múzeum a 20. század elején

1802-ben gróf Széchényi Ferenc engedélyért fordult I. Ferenc császárhoz, hogy Magyarországra vonatkozó gazdag nagycenki gyűjteményét a nemzetnek ajándékozhassa. Az uralkodó hozzájárulását adta, így ezt a dátumot tekinthetjük a Magyar Nemzeti Múzeum (és az 1949-ben különvált Országos Széchényi Könyvtár) alapítási évének. A gyűjtemény ekkor 11 884 nyomtatványt, 1156 kéziratot, 142 kötet térképet és rézmetszetet, 2019 db aranyérmét, továbbá régiségeket, valamint néhány képmást tartalmazott. Ezek a tárgyak képezték a Nemzeti Múzeum első gyűjteményét, amely Európa harmadik ilyen jellegű nemzeti intézménye lett. A múzeumi anyagot először az egykori pesti pálos kolostorban, majd a napóleoni háború után a régi egyetem épületében helyezték el. Az 1807-es országgyűlés a nemzet tulajdonába vette az új intézményt és közadakozásra szólította fel az ország lakosait. A legelső adományozó Kindli Ferenc szűcsmester volt; 1831-ig 231-en adakoztak, ám közülük csak 29 volt arisztokrata. Az adományok közül az egyik legjelentősebb az alapító feleségének, Festetics Juliannának értékes ásványgyűjteménye volt, mellyel megvetette a későbbi Természettudományi Múzeum alapját 1808-ban. Az ajándékozások mellett a gyarapodás másik forrása a vásárlás volt, így jutottak hozzá például Jankovich Miklós tudós és műgyűjtő gazdag gyűjteményéhez 1832-ben. 1846-ban Pyrker János László képzőművészeti gyűjteménye került az intézmény tulajdonába, ebből született a későbbi Szépművészeti Múzeum.

### Az önálló épület
A múzeum új, önálló épületének felállítására az 1832–36-os országgyűlés ajánlotta meg a szükséges összeget. Tervezésével a magyarországi klasszicista építészet jelentős alakját, Pollack Mihályt bízták meg. Az építkezés 1837 és 1847 között folyt. A homlokzat timpanonjának kompozícióját Ludwig Schaller (1804–1865) müncheni szobrász dolgozta ki. Magukat a szobordíszeket az ebben az időszakban Milánóból átmenetileg Pestre költözött Rafael Monti olasz szobrász faragta ki, ezért a művet általában neki tulajdonítják. Középen Pannónia nőalakja trónol, kezében egy-egy babérkoszorúval, melyet jobbról a tudomány és művészet, balról a történelem és a hírnév megszemélyesítőjének nyújt át. A jobb sarokban lévő alak a Dunát, a bal sarokban lévő a Drávát szimbolizálja. A múzeum főlépcsőházának falait és mennyezetét 1875 óta Lotz Károly és Than Mór allegorikus freskói díszítik.
Alaprajza keresztirányban megnyújtott. Négyszöges tömbön belül két szimmetrikusan elhelyezett udvaralap. Enfilade-ot is találunk az épületben. Reprezentatív térsora van. A földszinti előcsarnok kör alaprajzú tér, majd következik a három karú lépcső, amelynek a végén érkezünk meg a reprezentatív térhez.

### Az 1848-as forradalom

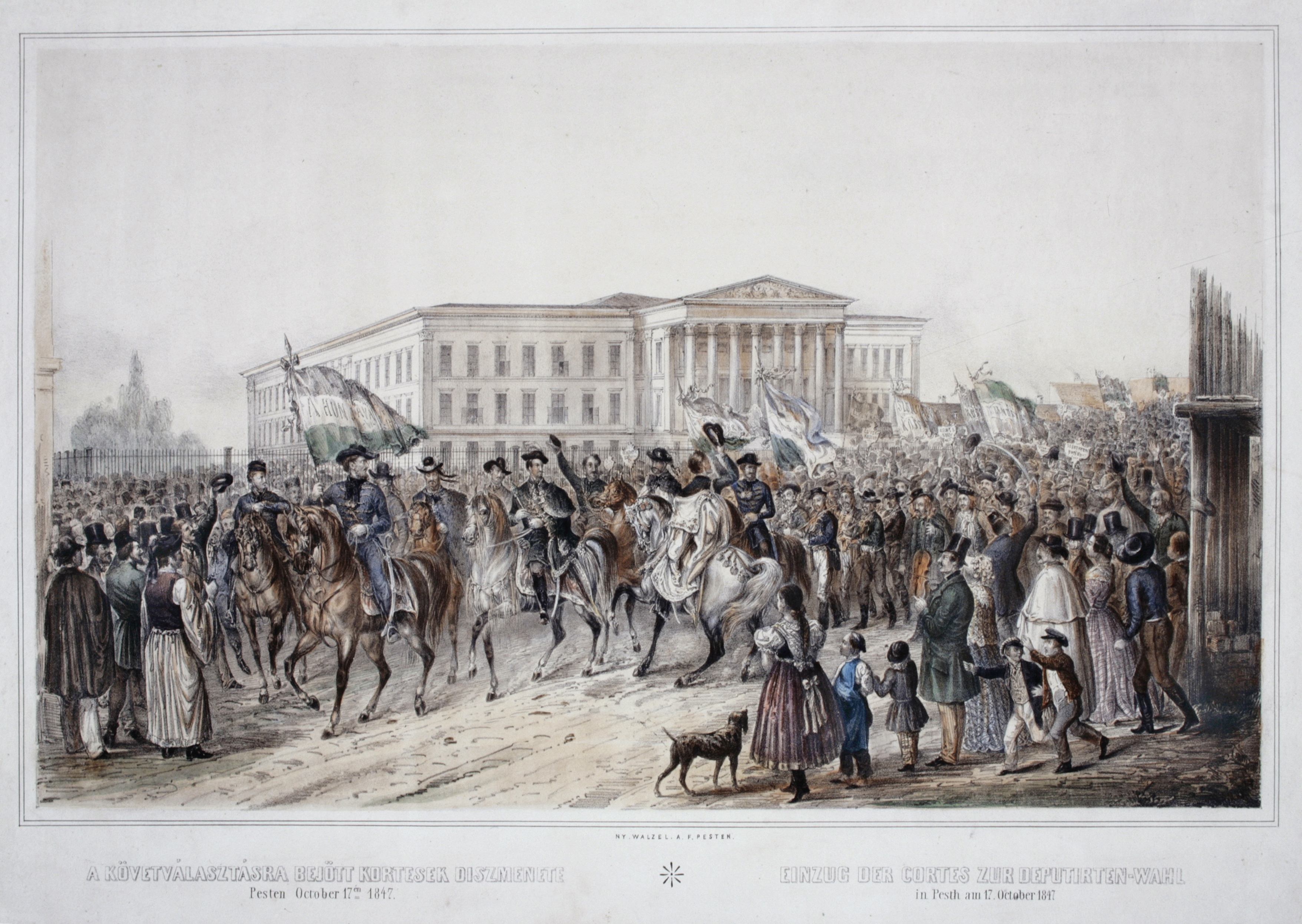
Kossuth Lajos kortesmenete a Nemzeti Múzeum előtt 1847-ben

A múzeum jelentős szerepet játszott az 1848–49-es forradalom és szabadságharc időszakában. 1848. március 15-én a homlokzat előtti tér a forradalom egyik fontos színhelye volt, ahol a hagyomány szerint Petőfi Sándor elszavalta a Nemzeti dalt. A múzeumi díszteremben ülésezett a 48-as népképviseleti országgyűlés felső háza. (Később, a mai parlament megépüléséig a felsőház végig itt is működött.) Ettől kezdve a Nemzeti Múzeum épülete nem csupán a legfontosabb nemzeti gyűjtemény befogadóhelye, hanem a nemzeti szabadság jelképe is. Ezt a jelképiséget fejezi ki, hogy nemzeti ünnepünkön a központi állami megemlékezést évről évre a múzeum előtt tartják.

### A múzeum története napjainkig

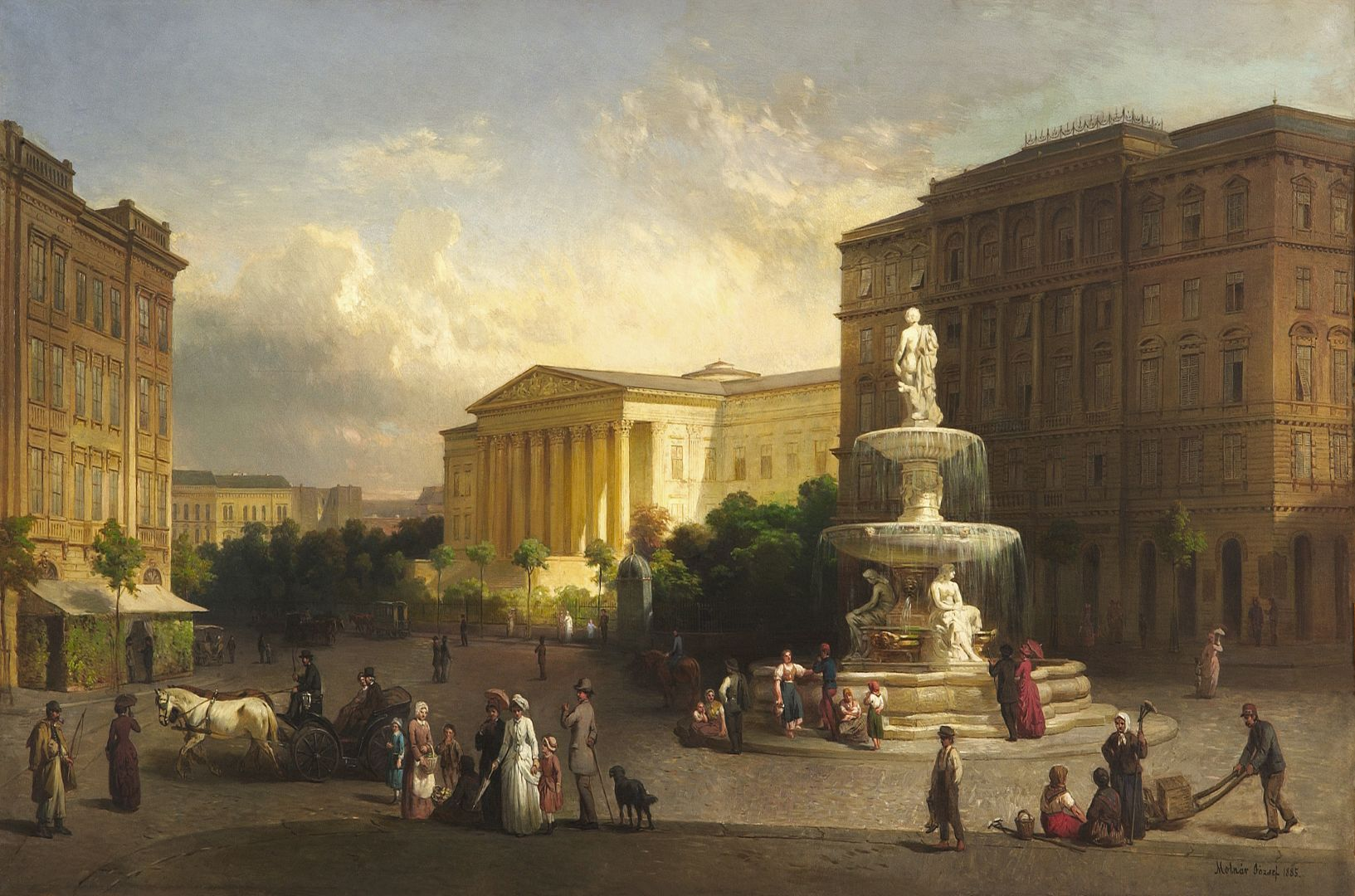
A Nemzeti Múzeum 1885-ben – Molnár József alkotása

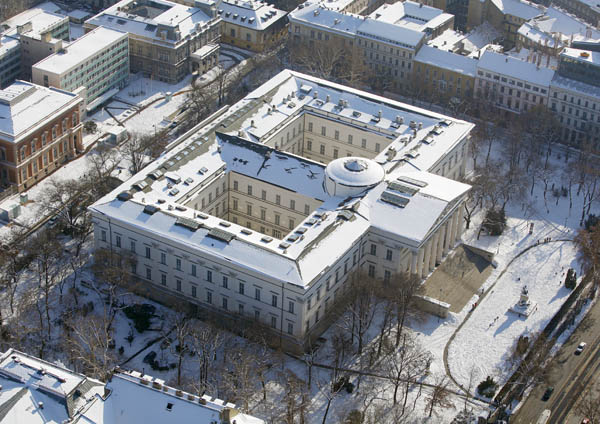
Légifotó

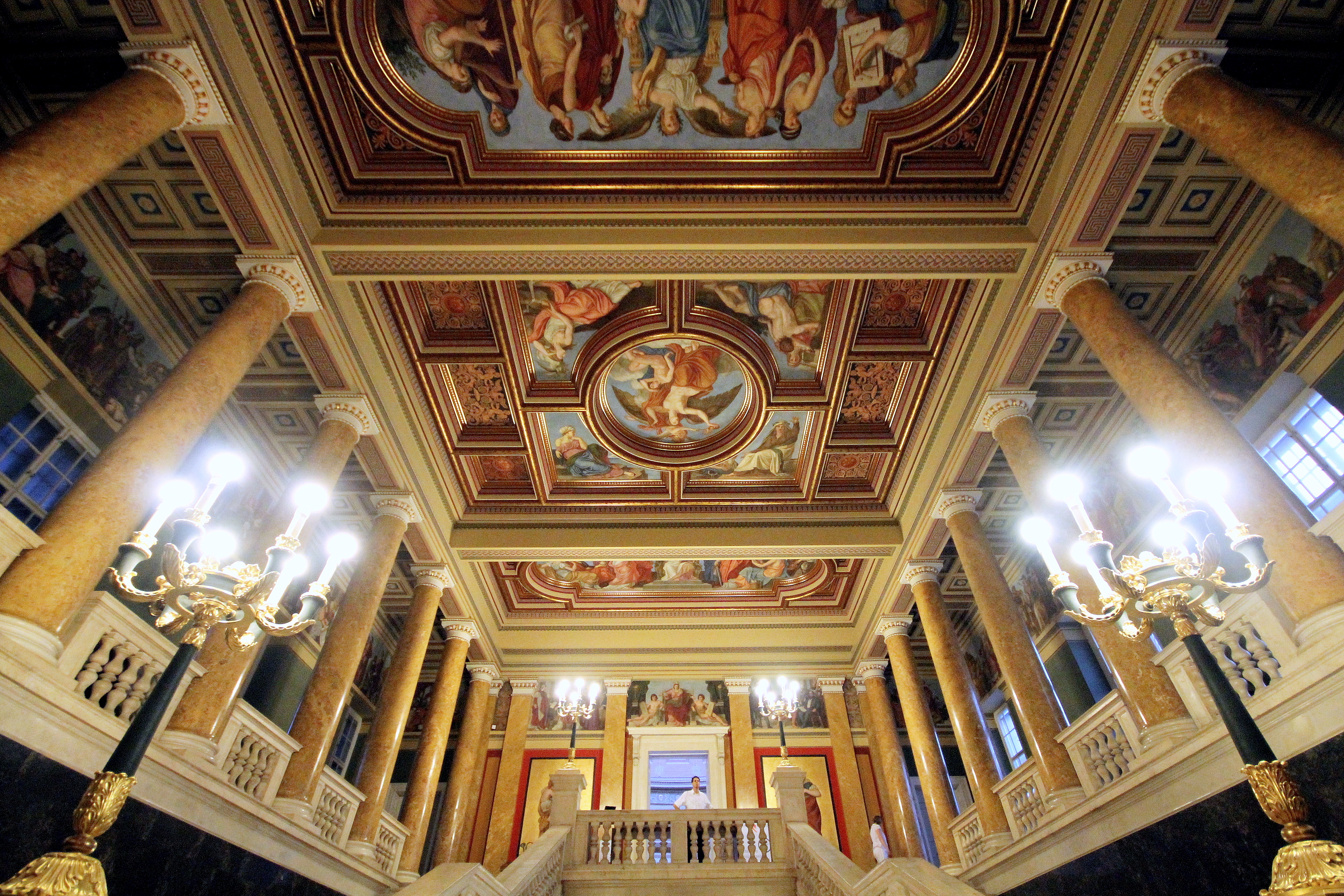
A lépcsőház

A 19. század második felében olyan kiváló tudósok fejtették ki e falak között tevékenységüket, mint Kubinyi Ágoston, Rómer Flóris, Hampel József és Pulszky Ferenc. A dinamikusan fejlődő gyűjtemények már ekkor kinőtték az intézmény falait. Emellett a nemzetközi muzeológia fejlődése is a szakosodás, a szakmúzeumok kialakítása irányába mutatott. Így vált önálló intézménnyé – a nemzeti múzeumi gyűjtemény egy részének leválásával – 1872-ben az Iparművészeti Múzeum, 1896-ban pedig, a képtár egy részéből, a Szépművészeti Múzeum.
A Tanácsköztársaság leverése után a magyar fővárost megszálló román katonai alakulatok 1919. október 5-én megkísérelték eltulajdonítani a Nemzeti Múzeum kincseit, amit Harry Hill Bandholtz tábornok, az amerikai katonai misszió vezetője személyes fellépésével megakadályozott. 1926–27-ben került sor az épület teljes felújítására. Ekkor sikerült Lechner Jenő tervei alapján az épületen belül a tetőtérben új helyiségeket nyerni, így a raktározási gondok egy időre megoldódtak.
Az 1949-es múzeumi törvény kimondta a Néprajzi és a Természettudományi Múzeum különválását és a Széchényi Könyvtár önállósodását. Az 1960-as években néhány kiemelkedő történelmi épületegyüttes a Nemzeti Múzeum szakmai irányítása alá került, mint az intézmény vidéki filiáléja, ezzel mintegy országos jelentőségüket hangsúlyozva: a visegrádi Mátyás Király Múzeum, a sárospataki Rákóczi Múzeum és a monoki Kossuth Múzeum, 1985-től pedig az esztergomi Vármúzeum.

### Közgyűjteményi Központ
Az ötödik Orbán-kormány 2024 tavaszán úgy döntött, hogy a múzeum a továbbiakban „Magyar Nemzeti Múzeum Közgyűjteményi Központ” (MNM KK) néven működik, valamint július 1-jétől az alábbi intézmények ennek tagintézményeivé válnak (korábbi nevüket megtartva):
- Iparművészeti Múzeum
- Magyar Természettudományi Múzeum
- Magyar Kereskedelmi és Vendéglátóipari Múzeum
- Petőfi Irodalmi Múzeum
- Országos Széchényi Könyvtár

A központ elnöki kabinetének élére Demeter Szilárd került, a hat intézményt egyetlen, közös gazdasági hivatal felügyeli; a korábbi gazdasági osztályokat összevonták, önálló bankszámláikat megszüntették. A keretekről egyelőre nincsenek pontos információk, Demeter abban állapodott meg a kormánnyal, hogy ősz végére állítanak össze egy stratégiát, amely alapján dönteni lehet a finanszírozásról, illetve a most 1600 főállású dolgozó állományának létszámáról. Az integráció lebonyolításával a Budapesti Történeti Múzeum korábbi főigazgatóját, Népessy Noémit bízta meg.
Demeter Szilárd márciusban így nyilatkozott a magyar közgyűjteményekről a Kossuth Rádióban:

„A Magyar Nemzeti Múzeum – és egyébként minden magyar közgyűjtemény – feladata választ adni arra a kérdésre: mi a magyar a 21. században? Az alapkérdésre […] a válaszkísérletek megfogalmazásához támpontokat és fogózókat éppen a magyar közgyűjteményi rendszer adhat. […] egyetlen magyar közgyűjtemény létezik, nem léteznek fővárosi és vidéki intézmények sem: magyar múzeumok, magyar közgyűjtemények léteznek, a magyar teremtőerő megannyi temploma. Ezekben a közgyűjteményekben nem értéksemleges munka folyik, hanem értékelkötelezett. Nekünk a magyar kultúra az első. […] a közgyűjteményeinkben a mi dolgunk a teremtésvédelem. A mi magyarázataink a teremtés rendjének megértéséből erednek. Az isteni és az emberi teremtés csodáját kutatjuk, gondozzuk és mutatjuk meg különböző formákban. Ezért van az, hogy ha bemész egy múzeumba, akkor jobb emberként jössz ki. És ezért van az, hogy ha bemész egy magyar múzeumba, akkor jobb magyarként jössz ki.”

– Hazaszótár: Örökség, hirado.hu, 2024. március 3.

## Az intézmény vezetői
- 1808–1823 Miller Jakab Ferdinánd
- 1823–1837 Haliczky Antal
- 1837–1843 Horvát István
- 1843–1869 Kubinyi Ágoston
- 1869–1894 Pulszky Ferenc
- 1894–1916 Szalay Imre
- 1916–1923 Fejérpataky László
- 1923 Horváth Géza[8]
- 1923–1932 Hóman Bálint
- 1932–1934 Bátky Zsigmond (megbízott főigazgató)
- 1934–1944 Zichy István
- 1944–1945 Fettich Nándor
- 1945–1949 Huszár Lajos
- 1949–1951 Mihalik Sándor
- 1951–1986 Fülep Ferenc
- 1986–1993 Fodor István
- 1993 Kralovánszky Alán
- 1993–1999 Gedai István
- 1999–2010 Kovács Tibor
- 2010–2016 Csorba László[9]
- 2016–2021 Varga Benedek[10]
- 2021–2023 L. Simon László[11][12]
- 2023–2024 Hammerstein Judit[13] (megbízott főigazgató)
- 2024 Demeter Szilárd[14][15]
- 2024– Zsigmond Gábor[16]

## Az állandó kiállítások

### Római kőtár (lapidárium)
A Magyar Nemzeti Múzeum római lapidáriuma, a római kori kőemlékek gyűjteménye a múzeum főépületének déli udvara alatt, a pince-rendszer egyik nagyobb helyiségében található. A kiállítás az ókori Pannónia területén talált számos római kőmaradvány jellemző darabjait mutatja be, főleg sírköveket, szarkofágokat.
A kőfaragványok és felirataik számos információt szolgáltatnak a mai Dunántúlnak nagyjából megfelelő tartomány korabeli társadalmáról, a római hódítók és a bennszülött lakosság együttéléséről, temetkezési szokásairól és ruhaviseletéről.

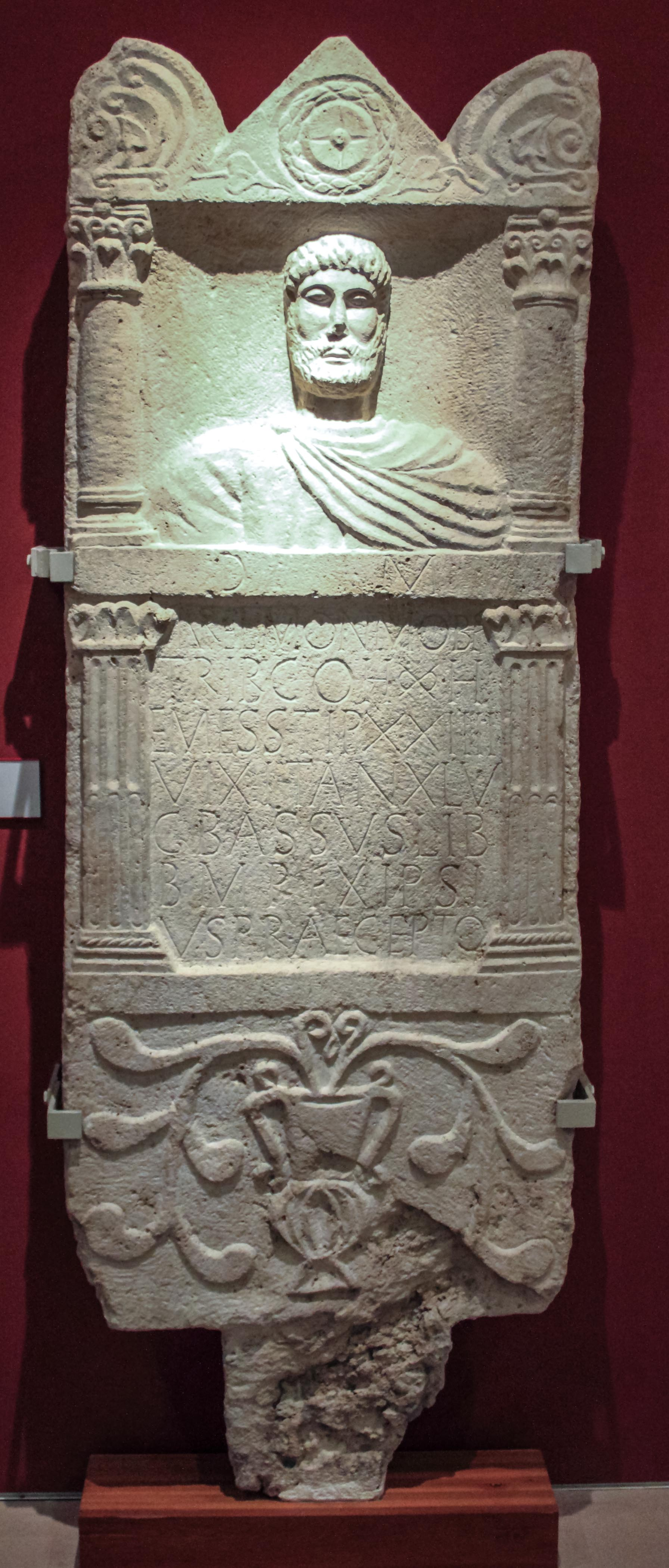
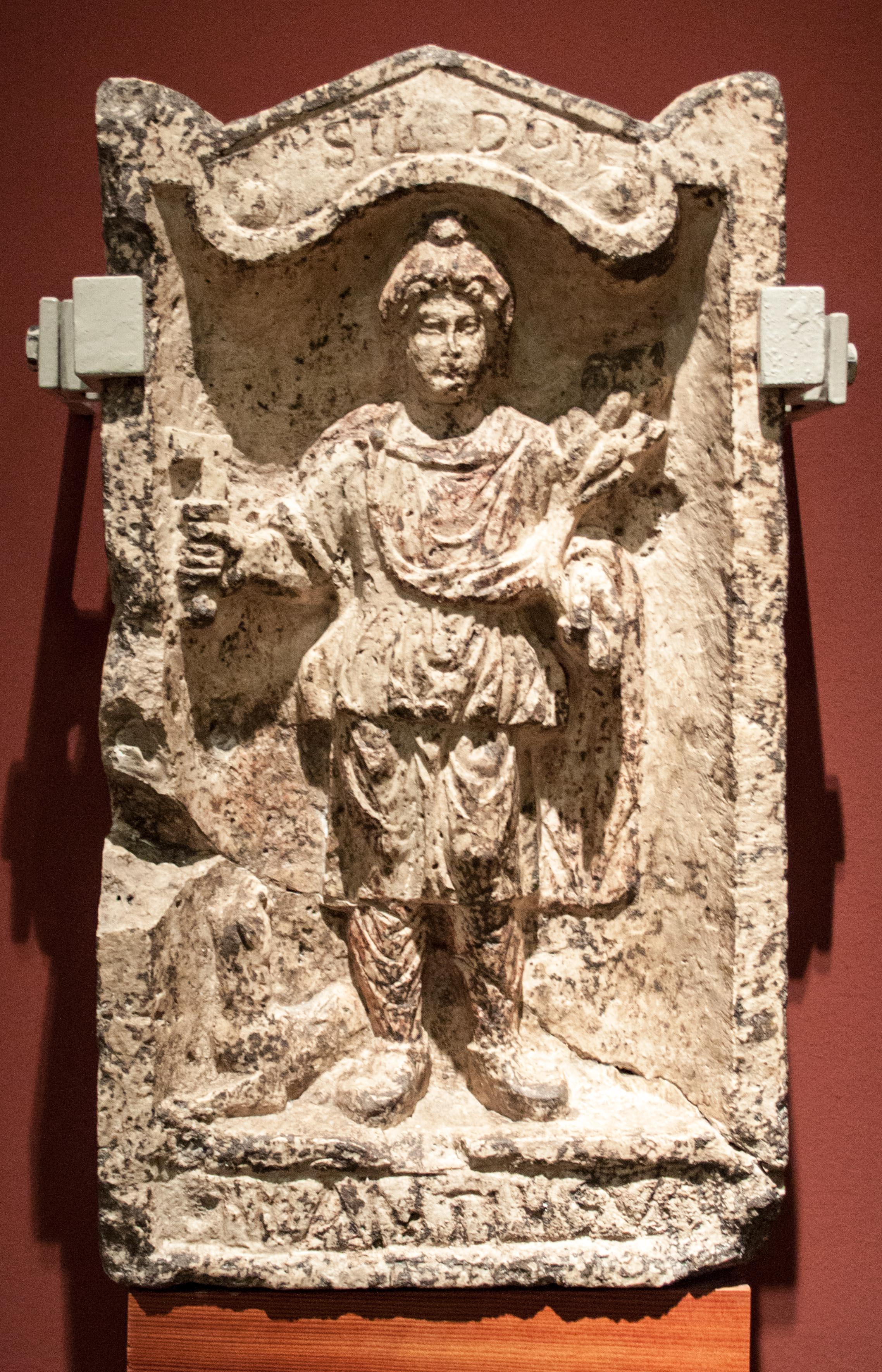
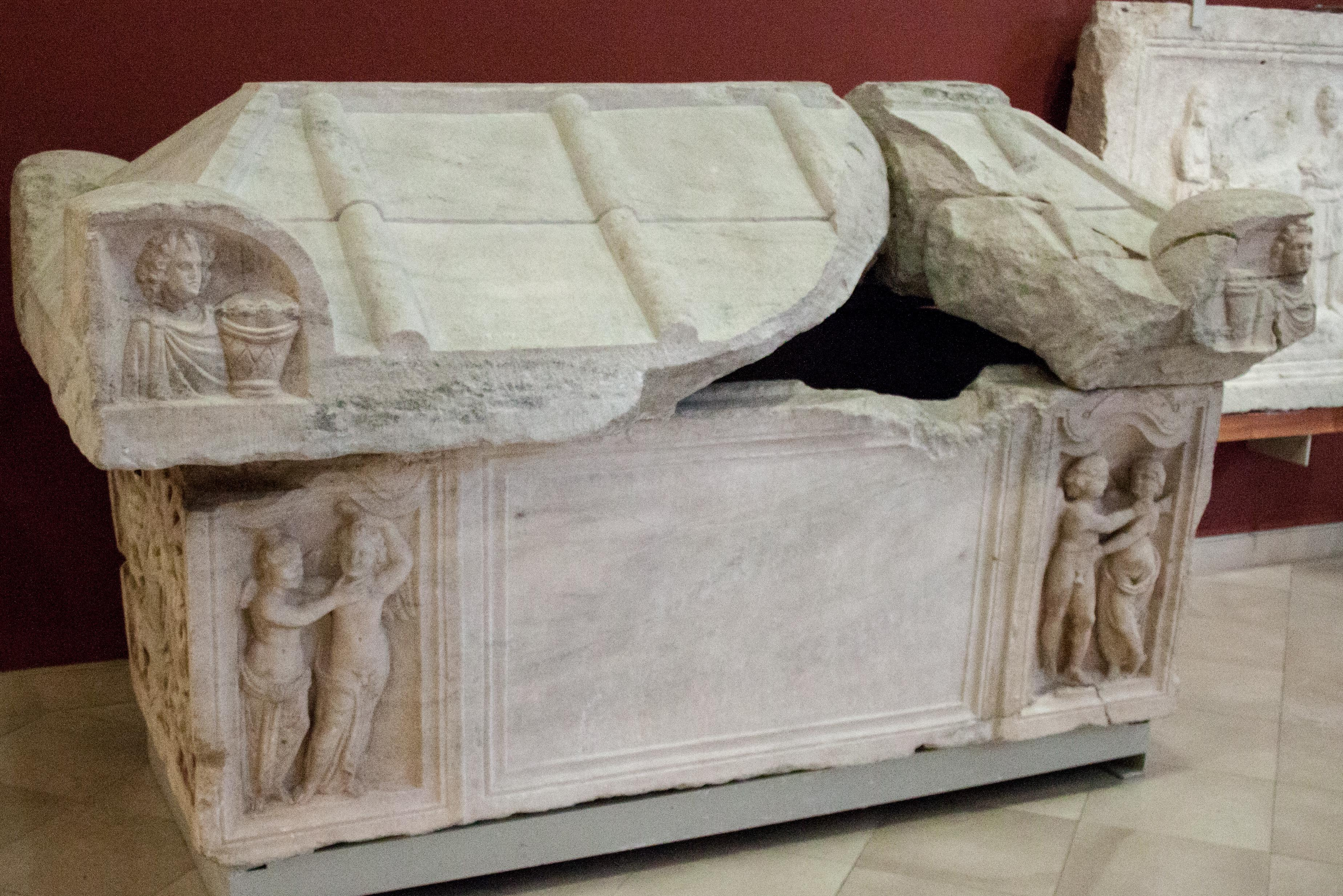
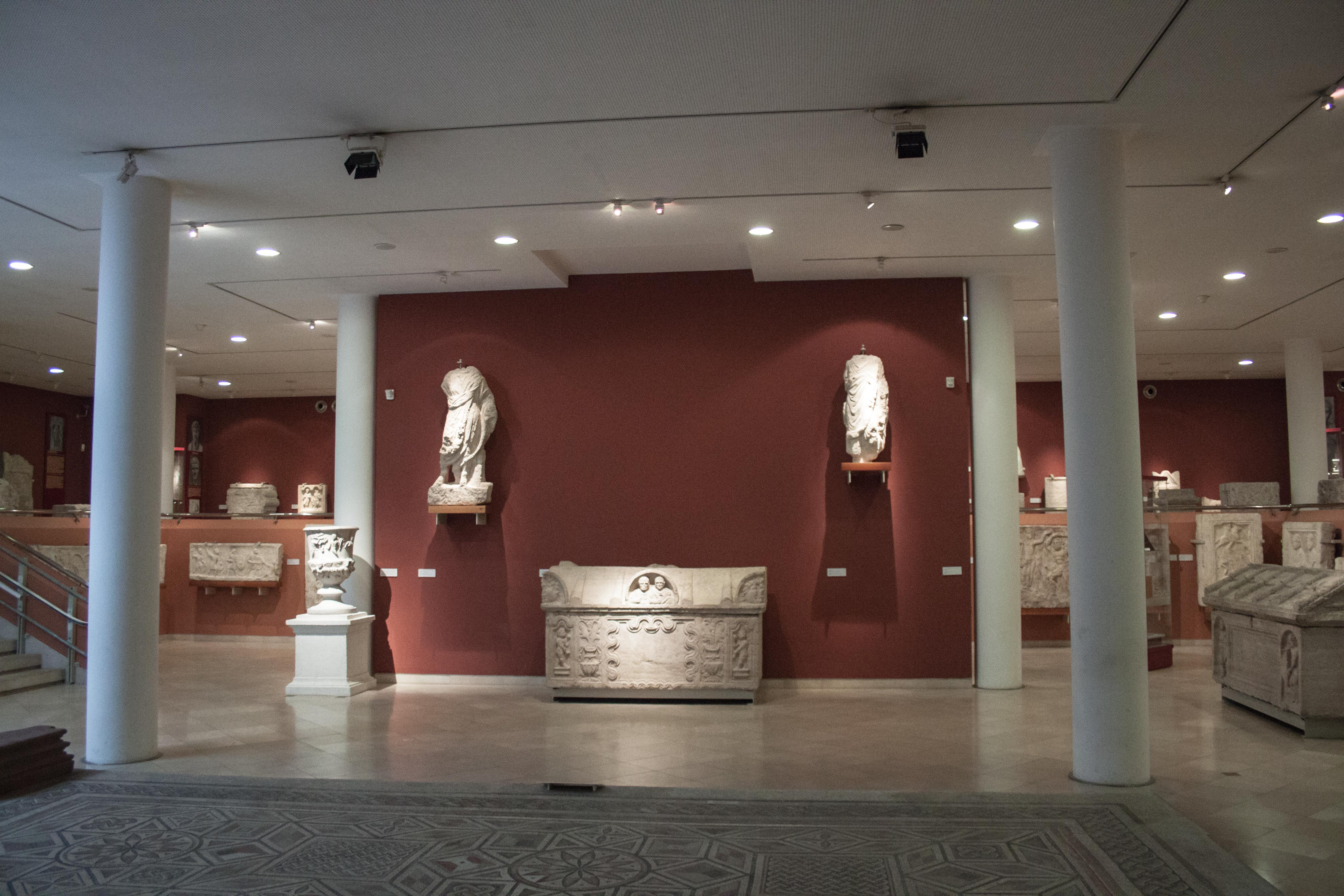
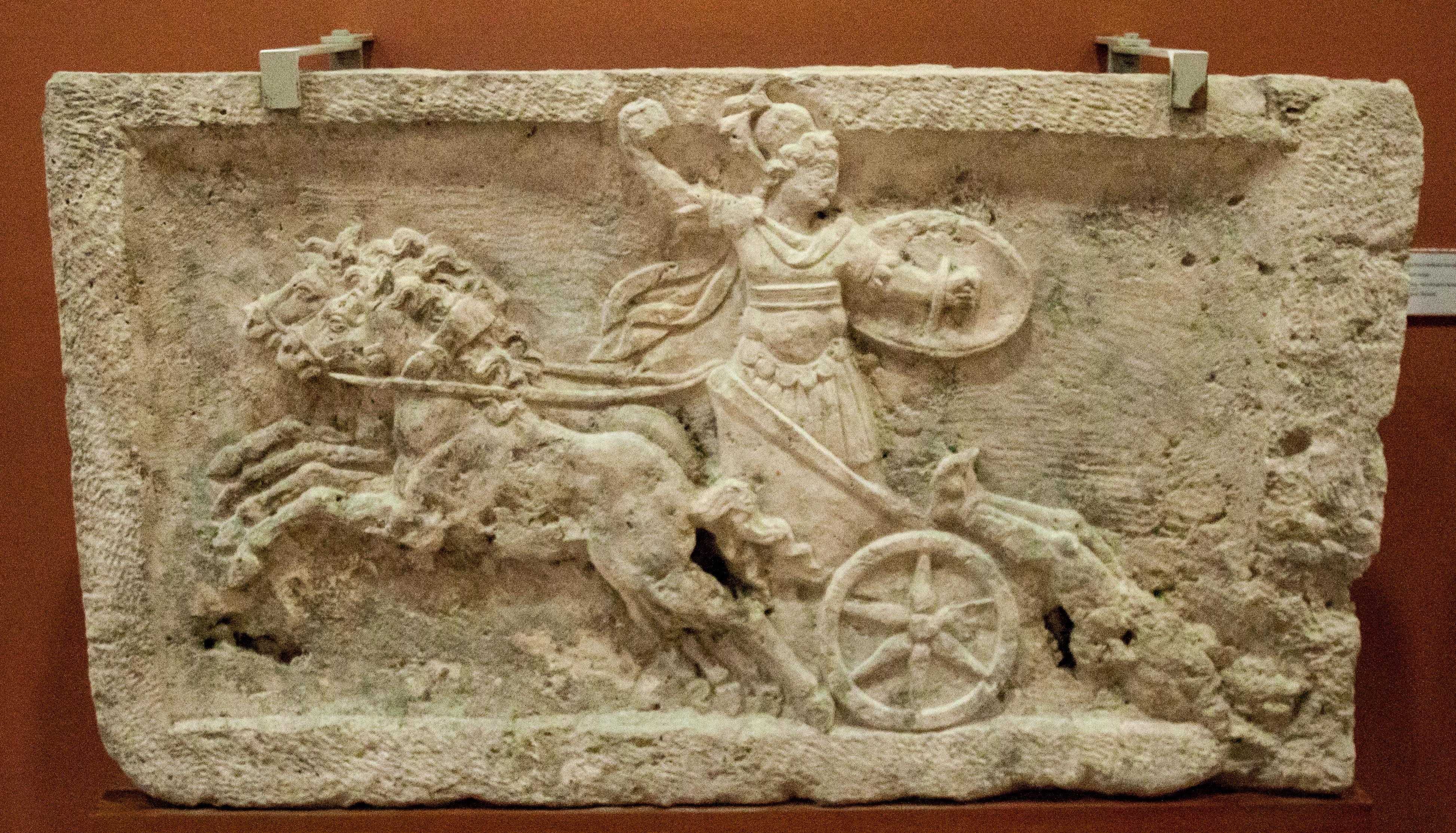
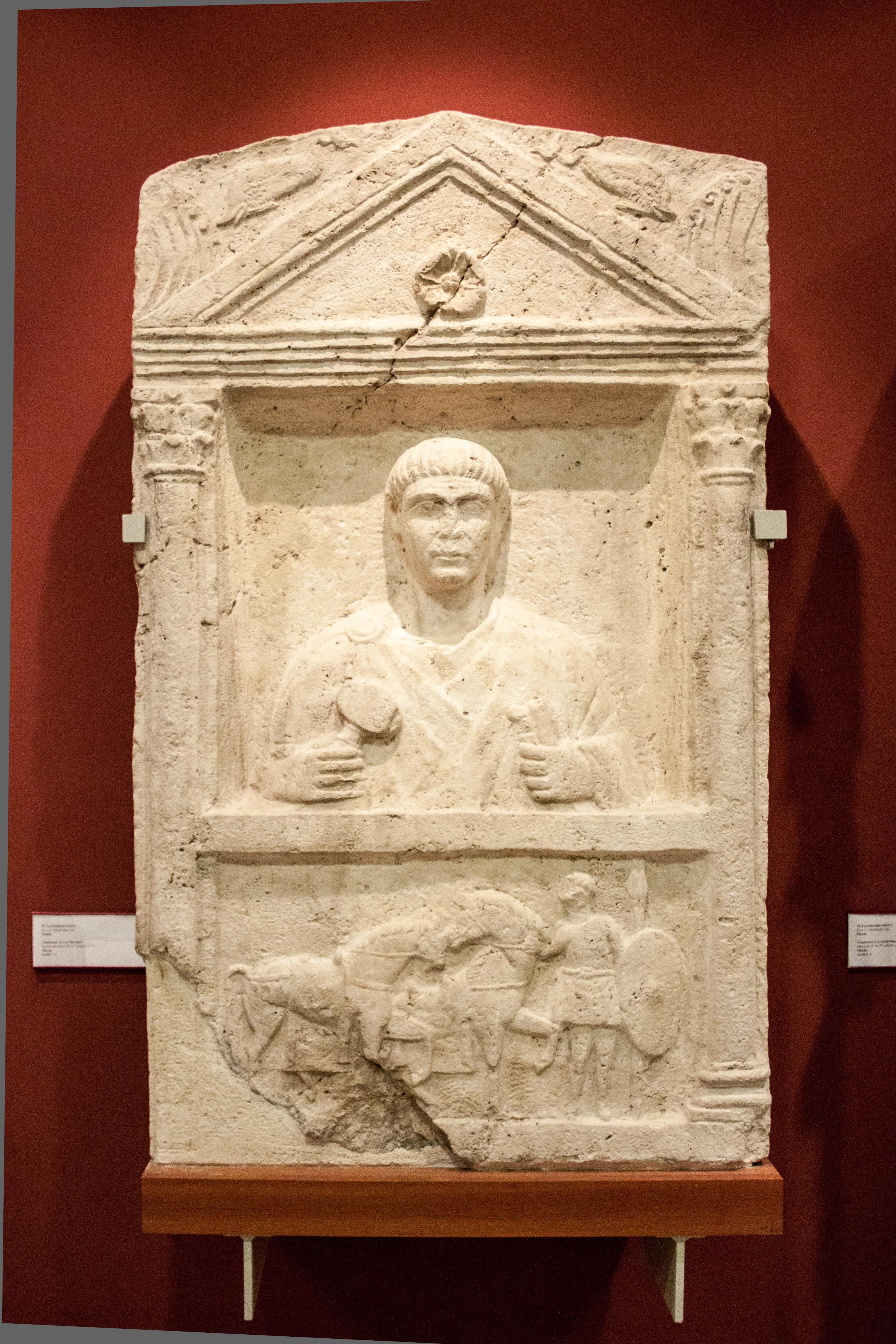
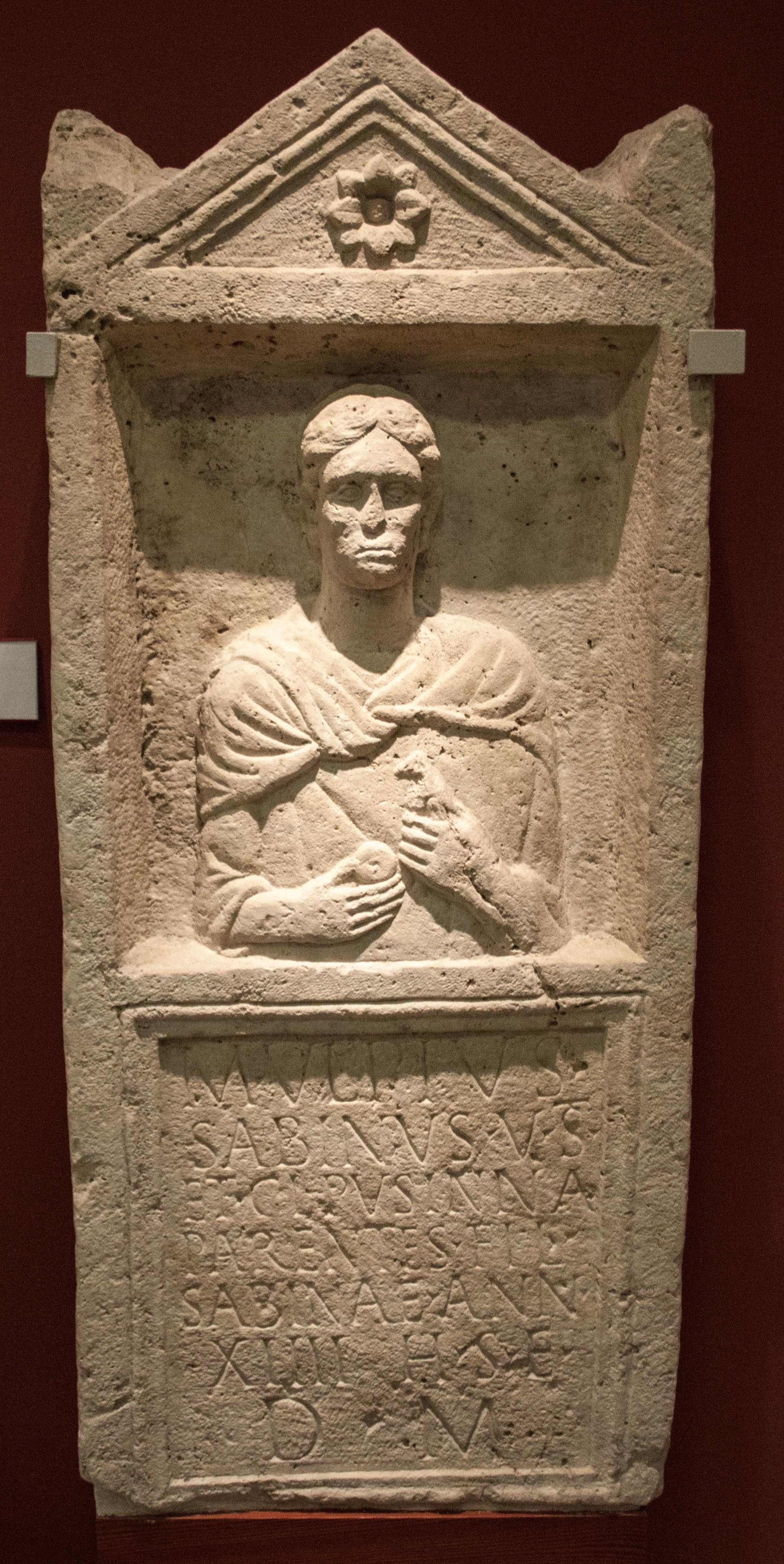

## Múzeumkert

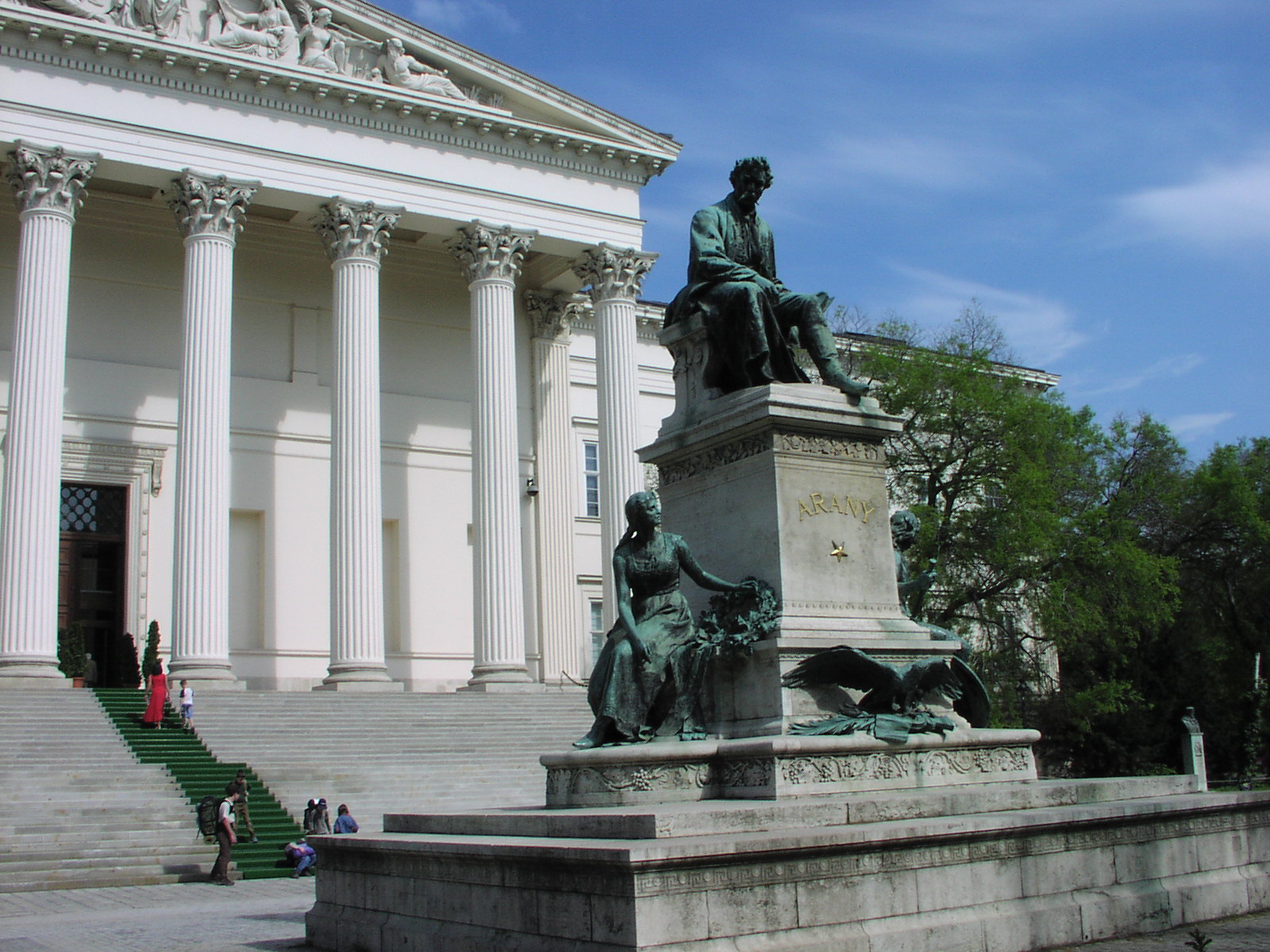
Arany János szobra

A múzeum környékének esztétikus kialakítására tervezték meg a múzeumkertet. 1852-ben Wagner János tervei alapján épült fel a múzeum hátsó homlokzatával szembenéző kerti ház. Magának a kertnek a terveit Pecz Ármin készítette, 1855-ben el is ültették az első csemetét. A kert 1879-ben nyerte el végleges formáját. A szükséges anyagiak összegyűjtésére koncerteket rendeztek, melyek előadóművészei (karnagyai) között Liszt Ferenc és Erkel Ferenc is szerepelt.
A múzeumkertben az elmúlt másfélszáz évben számos irodalmi és történelmi személyiségnek állítottak emléket. Elsőként, 1860-ban Berzsenyi Dániel szobra került a kertbe, majd 1881-ben Kazinczy Ferencé, mindkettő Vay Miklós alkotása. A kertben található még Kisfaludy Károly és Kisfaludy Sándor, a természettudós Herman Ottó, az 1848-49-es szabadságharc két idegen katonai vezetője, Alessandro Monti és Józef Wysocki, valamint Giuseppe Garibaldi szobra.
A legjelentősebb emlékmű, Arany János három és fél méteres ülőszobra (Toldi Miklós és Piroska; főbb műveinek szereplői mellékalakjaival, Strobl Alajos alkotása) 1893 óta díszíti a múzeumkertet; 2017. szeptember 7-én restaurálás céljából elszállították a szoborcsoportot, s a tervek szerint 2018 elején került vissza megújult állapotában. Említésre méltó még a lépcsőtől balra található márványoszlop, amely a római Forum Romanumról származik. 1890. március 15-én Petőfi-emléktáblát avattak a lépcső jobb oldali mellvédjén. Széchényi Ferenc szobrát 1902-ben állították fel, Istók János alkotása. A kertben tölgyfák, gesztenyefák, fenyőfák és páfrányfenyők is találhatóak.

## Szervezeti egységei
- Régészeti Főosztály
- Középkori Főosztály
- Újkori Főosztály
- Legújabbkori Főosztály
- Történeti Fényképtár
- Éremtár
- Történelmi Képcsarnok
- Központi Könyvtár

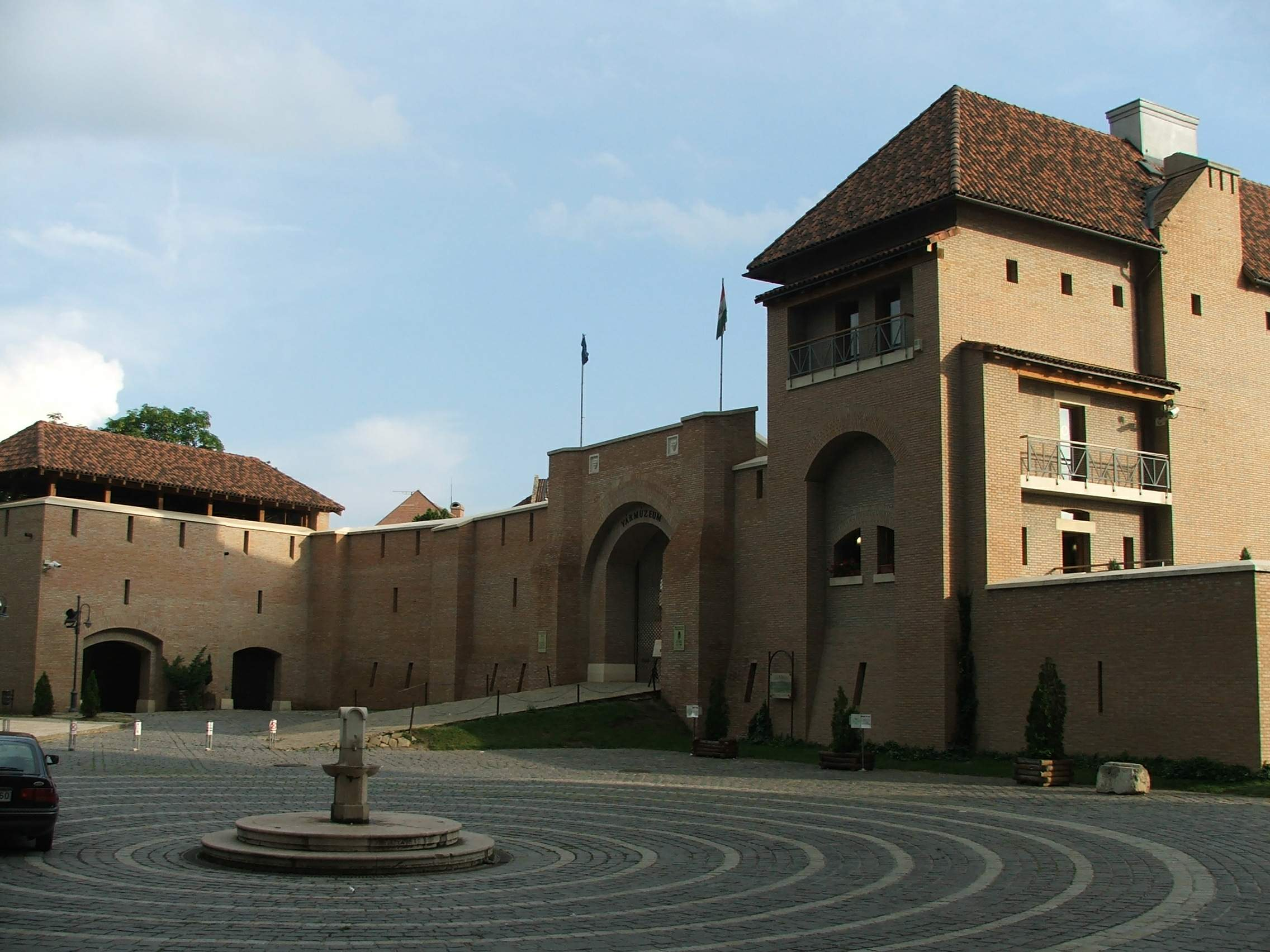
A MNM esztergomi vármúzeumának bejárata

- Központi Adattár és Informatikai Főosztály
- Restaurátor és Műtárgyvédelmi Főosztály
- Közművelődési Főosztály

### Tagintézményei
- Magyar Nemzeti Múzeum Esztergomi Vármúzeuma
- Balassa Bálint Múzeum, Esztergom[21]
- Babits Mihály Emlékház[21]
- Szlovák tájház Pilisszentléleken[21]
- Régészeti Bemutatóhely, Vértesszőlős
- Sárospataki vár (Rákóczi-vár)[22]
- Kossuth Lajos szülőháza Monokon
- Mátyás Király Múzeum Visegrádon

A kormány 1543/2012 (XII.4.) határozatában közzétett döntése szerint az alábbi muzeális intézmények is a Magyar Nemzeti Múzeum szervezetében folytatják korábbi tevékenységüket 2013. január 15-től:
- Széchenyi István Emlékkiállítás (Nagycenk)
- Vay Ádám Muzeális Gyűjtemény (Vaja)
- Báthori István Múzeum (Nyírbátor)
- Palóc Múzeum (Balassagyarmat)
- Villa Romana Baláca – Római kori villagazdaság és romkert (Nemesvámos)
- Vésztő-Mágor Történelmi Emlékhely és Csolt Monostor – Középkori Romkert (Vésztő)

A kormány 1112/2024. (IV. 23.) határozatában közzétett döntése szerint a Magyar Nemzeti Múzeumba mint „Közgyűjteményi Központba” integrálják az alábbi intézményeket 2024. július 1-től:
- Iparművészeti Múzeum
- Magyar Természettudományi Múzeum
- Magyar Kereskedelmi és Vendéglátóipari Múzeum
- Petőfi Irodalmi Múzeum
- Országos Széchényi Könyvtár